# Саты (река)
Саты́ (Шаты; каз. Саты) — река в Казахстане, течёт по территории Кегенского района на юго-востоке Алматинской области. Правый приток среднего течения Чилика.
Длина реки составляет 24 км или, согласно другим данным, 26 км. Площадь водосборного бассейна — 106 км².
Саты начинается около перевала Саты на хребте Кунгей-Алатау. Течёт в основном на север. В нижнем течении пересекает одноимённое озеро. Впадает в Чилик по правому берегу в 122 км от его устья, на северной окраине села Саты, напротив места стыка хребтов Акшолак и Жолдысай.